# ابزار مدیریت امنیت به منظور تجزیه و تحلیل شبکه
ابزار مدیریت امنیت به منظور تجزیه و تحلیل شبکه (به انگلیسی: Security Administrator Tool for Analyzing Networks) به منظور تجزیه و تحلیل شبکه، شامل جعبه ابزار تست و گزارش است که انواع اطلاعات مربوط به هاست‌های شبکه را جمع‌آوری کرده‌است.
این ابزار توسط Dan Farmer و Venema Weise توسعه داده شد. نیل گیمن آثار مستندات SATAN را به خود جلب کرد.SATAN برای کمک به مدیران سیستم، به‌طور خودکار، فرایند تست سیستم خود را برای آسیب‌پذیری‌های شناخته شده که می‌تواند از طریق شبکه مورد سوء استفاده قرار می‌گیرند طراحی شده‌است. این ابزار برای سیستم‌های شبکه با میزبان‌های متعدد مفید است
مانند بسیاری از ابزارهای امنیتی بسته به نوع استفاده می‌تواند خوب یا مخرب باشد. همچنین برای مقابله با مزاحمان سیستم‌ها با حفره‌های امنیتی مفید است. SATAN عمدتاً با زبان Perl نوشته شده و از یک مرورگر وب مانند Netscape, Mosaic یا Lynx، که برای ارائه رابط کاربری می‌باشد، استفاده می‌کند.. استفاده از این واسط کاربری به منظور اسکن و ارائه نتایج آن به شکل، خلاصه و همچنین گزارش وجود آسیب‌پذیری، آسان است.
SATAN همچنین اطلاعات عمومی زیادی دربارهٔ شبکه، مانند: کدام هاست‌ها به شبکه محلی متصل اند، انواع دستگاه‌ها و خدماتی که داده می‌شود.. SATAN در سال ۱۹۹۵ منتشر شد و بیشتر توسعه نیافت. در سال ۲۰۰۶، SecTools.Org نظر سنجی محبوبیت ابزار مدیریت امنیت انجام داد و یک لیست از ۱۰۰ شبکه ابزار تجزیه و تحلیل امنیت را به منظور کشف محبوبیت مردمی، بر اساس پاسخ از ۳۲۴۳ نفر منتشر کرد.
نتایج نشان داد که SATAN توسط Nessus جایگزین شده، و در درجه پایین‌تر از SAINT و (SARA (Security Auditor′s Research Assistant; discontinued 9/1/2009 SATAN محبوبیتی که در سال ۱۹۹۰ داشت را از دست داد.

## بهبود امنیت سیستم‌ها
برای کسب اطلاعات در مورد راه‌هایی برای بهبود امنیت سیستم‌های خود را باید از منابع زیر را بررسی کنید[۱]:
- CIAC bulletin F-20
- CIAC Notes, especially issues
- مستندات SATAN (به خصوص در آموزش آسیب‌پذیری)
- امنیت متداول خواسته شده فایل پرسش از ISS در زیر خلاصه‌ای از نسخهٔ برنامه‌ای برای SATAN(ابزار مدیریت امنیت برای تجزیه و تحلیل شبکه) آمده‌است[۲].
- در ۲۴ فوریه، انتشار نسخه آزمایشی آلفا به سایت‌های تخصصی انتخاب شده.
- ۱۵ مارس، ساعت ۱۶:۰۰، نسخه بتا برای انتخاب سایت‌های اصلی، انتشار اسناد به عموم مردم
- ۱۵ آوریل، ساعت ۱۶:۰۰، انتشار اولین نسخه به مردم،ftp.win.tue.nl:/pub/security/satan.tar.Z

ابزار مدیریت امنیت برای تجزیه و تحلیل شبکه، نوشته شد چون سیستم‌های کامپیوتری روز به روز به شبکه وابسته تر می‌شوند و بیشتر در معرض حمله در همان شبکه هستند؛ و یک ابزار برای کمک به مدیران سیستم می‌باشد، و در واقع، مشکلات را بدون سوء استفاده از آن‌ها گزارش می‌کند. برای هر مشکلی که کشف می‌شود، SATAN توضیحی دربارهٔ مشکل به وجود آمده ارائه می‌کند و تاثیذ آن را نیز آموزش می‌دهد. همچنین نحوه انجام موارد زیر را نیز آموزش می‌دهد: تصحیح یک خطا در فایل پیکربندی، نصب و تعمیر مشکلات، استفاده از ابزارهای دیگر برای محدود کردن دسترسی، یا به سادگی غیرفعال کردن خدمات. SATAN اطلاعاتی را جمع‌آوری می‌کند که هرکسی که دسترسی به شبکه دارد نیز قادر به رسیده به آن هست.. با استفاده از یک فایروال به درستی پیکربندی شده در جای خود، که اطلاعات باید نزدیک به صفر برای بیگانگان باشد.
همچنین باید فهمید که SATAN شمشیر دو لبه‌است. مانند بسیاری از ابزارها، می‌توان آن را برای برای مقاصد شیطانی استفاده کردوبا این ابزار مهاجمان قادر به نفوذ بیشتری می‌شوند. این ابزار در حال حاضر موجود است، اما ارائه آن‌ها به جهان در مقیاس بزرگ هدف پروژه SATAN نیست.

## مدیریت امنیت
مدیریت امنیت برای شبکه‌ها، برای انواع شرایط مختلف، متفاوت است. یک خانه کوچک یا یک دفتر تنها به یک امنیت ابتدایی نیاز دارد؛ در حالی که کسب و کارهای بزرگ نیازمند محافظت در سطح بالا و داشتن نرم‌افزارها و سخت‌افزارهای پیشرفته برای جلوگیری از حملات بدخواهانه‌ای چون هک کردن و ارسال ایمیل‌های ناشناس هستند.

## برای منازل کوچک
- از یک دیوار آتش یا یک سیستم مدیریت تهدید یکپارچه ابتدایی استفاده کنید.
- برای کاربران ویندوز، نرم‌افزار آنتی‌ویروس ابتدایی مناسب است. یک برنامه ضد جاسوسی نیز ایده خوبی می‌باشد. تعداد بسیاری از انواع دیگر آنتی‌ویروس‌ها یا برنامه‌های ضد جاسوسی نیز وجود دارد که می‌تواند مد نظر قرار بگیرد.
- هنگام استفاده از اتصال بی‌سیم، از یک رمز عبور قوی استفاده کنید. همچنین سعی کنید، از بالاترین امنیتی که توسط دستگاه‌های بی‌سیم شما پشتیبانی می‌شود، استفاده کنید؛ مانند WPA2 با رمزنگاری AES.
- اگر از اتصال بی‌سیم استفاده می‌کنید، نام شبکه پیش‌فرض در SSID را تغییر دهید. همچنین امکان انتشار در SSID را غیرفعال کنید. زیرا این قابلیت‌ها برای استفاده در منزل غیرضروری است. اگر چه بسیاری از کارشناسان امنیتی این موضوع را نسبتاً بی‌فایده در نظر می‌گیرند.
- فیلترسازی آدرس MAC را فعال کنید تا اینکه تمام اتصال‌های دستگاه‌های MAC موجود در شبکه خانگی به مسیریاب شما ثبت گردد. به همه دستگاه‌های موجود در شبکه IP ثابت اختصاص دهید.
- امکان تشخیص اتصال ICMP در مسیریاب را غیرفعال کنید.
- فهرست ثبت وقایع مسیریاب یا دیوار آتش را مورد بازبینی قرار دهید تا بتوانید اتصال‌ها و ترافیک‌های غیرعادی روی اینترنت را تشخیص بدهید.
- برای همه حساب‌های کاربری، رمز عبور تعیین کنید.
- برای هر یک از اعضای خانواده حساب کاربری جداگانه‌ای در نظر بگیرید و برای فعالیت‌های روزانه از حساب‌های کاربری غیر مدیریتی استفاده نمایید.
- حساب کاربری مهمان را غیرفعال کنید. (کنترل پنل> ابزارهای مدیریتی> مدیریت کامپیوتر> کاربران)
- میزان آگاهی کودکان در مورد امنیت اطلاعات را بالا ببرید

## برای کسب و کارهای بزرگ
- از یک دیوار آتش و پروکسی قوی استفاده کنید تا افراد ناخواسته را دور نگه دارید.
- از یک بسته حاوی نرم‌افزارهای آنتی‌ویروس قوی و نرم‌افزارهای امنیت اینترنت استفاده کنید.
- برای احراز هویت، از رمزهای عبور قوی استفاده کرده و به‌طور هفتگی یا هر دو هفته یکبار آن‌ها را تغییر دهید.
- هنگام استفاده از اتصال بی‌سیم، از یک رمز عبور قوی استفاده نماید.
- اقدامات احتیاطی در خصوص امنیت فیزیکی را به کارمندان تمرین دهید.
- یک تحلیل گر شبکه یا کنترل‌کننده شبکه فراهم کرده تا در صورت نیاز از آن استفاده نمایید.
- مدیریت امنیت فیزیکی، مانند تلویزیون مدار بسته برای مبادی ورودی و مناطق محدود شده را پیاده‌سازی نمایید.
- حصار امنیتی را برای علامت‌گذاری محیط شرکت به کار ببندید.
- وجود کپسول آتش‌نشانی برای فضاهای حساس به آتش، مانند اتاق سرور و اتاق‌های امنیتی لازم است.
- حفاظ‌های امنیتی می‌تواند به بیشینه کردن امنیت کمک کند.

## برای دانشکده
- از یک دیوار آتش و پروکسی قابل تنظیم استفاده کنید تا امکان دسترسی از داخل و خارج را برای افراد مجاز فراهم سازید.
- از یک بسته حاوی نرم‌افزارهای آنتی‌ویروس قوی و نرم‌افزارهای امنیت اینترنت استفاده کنید.
- از اتصالات بی‌سیم مجهز به دیوار آتش بهره بگیرید.
- قانون حمایت از کودکان در برابر اینترنت را رعایت نمایید.
- نظارت بر شبکه به منظور تضمین به روز رسانی و تغییرات بر اساس استفاده از سایت‌های محبوب، عملی مؤثر است.

## برای دولت بزرگ
- از یک دیوار آتش و پروکسی قوی استفاده کنید تا افراد ناخواسته را دور نگه دارید.
- از یک بسته حاوی نرم‌افزارهای آنتی‌ویروس قوی و نرم‌افزارهای امنیت اینترنت استفاده کنید.
- رمزنگاری قوی را به کار ببندید.
- فهرست سفید اتصال‌های بی‌سیم مجاز، سایر موارد را مسدود می‌کند
- همه سخت‌افزارهای شبکه در محل‌های امنی وجود دارند.
- همه میزبان‌ها می‌بایست در یک شبکه خصوصی باشند تا از زاویه بیرونی، نامرئی به نظر آیند.
- از خارج و از داخل، سرویس دهنده‌های وب را در یک DMZ یا یک دیوار آتش قرار دهید.
- حصار امنیتی را برای علامت‌گذاری محیط و تخصیص محدوده‌های بی‌سیم به آنها، به کار ببندید